# 1995-ös strandlabdarúgó-világbajnokság
Az 1995-ös strandlabdarúgó-világbajnokság volt az 1. világbajnokság a standfutball történetében. A vb-t 1995 januárjában rendezték meg Brazíliában, Rio de Janeiróban. A győztes nemzet Brazília lett.

## Eredmények

### Csoportkör
| Jelmagyarázat                 |
| ----------------------------- |
| Továbbjutott a csoportkörből. |
| Kiesett a csoportkörből.      |

#### A csoport
| Csapat      | M | GY | V | LG–KG | GK  | P |
| ----------- | - | -- | - | ----- | --- | - |
| Brazília    | 3 | 3  | 0 | 31–8  | +23 | 9 |
| Olaszország | 3 | 2  | 1 | 15–15 | 0   | 6 |
| Uruguay     | 3 | 1  | 2 | 18–18 | 0   | 3 |
| Hollandia   | 3 | 0  | 3 | 7–30  | –23 | 0 |

Mérkőzések
|  |

| Olaszország | 7–6 | Uruguay |
| ----------- | --- | ------- |
|             |     |         |

|  |

|  |

| Brazília | 16–2 | Hollandia |
| -------- | ---- | --------- |
|          |      |           |

|  |

|  |

| Olaszország | 6–1 | Hollandia |
| ----------- | --- | --------- |
|             |     |           |

|  |

|  |

| Brazília | 7–4 | Uruguay |
| -------- | --- | ------- |
|          |     |         |

|  |

|  |

| Uruguay | 8–4 | Hollandia |
| ------- | --- | --------- |
|         |     |           |

|  |

|  |

| Brazília | 8–2 | Olaszország |
| -------- | --- | ----------- |
|          |     |             |

|  |

#### B csoport
| Csapat           | M | GY | V | LG–KG | GK | P |
| ---------------- | - | -- | - | ----- | -- | - |
| Egyesült Államok | 3 | 3  | 0 | 11–4  | +7 | 9 |
| Anglia           | 3 | 1  | 2 | 11–12 | –1 | 3 |
| Argentína        | 3 | 1  | 2 | 4–6   | –2 | 3 |
| Németország      | 3 | 1  | 2 | 8–12  | –4 | 3 |

Mérkőzések
|  |

| Egyesült Államok | 5–1 | Németország |
| ---------------- | --- | ----------- |
|                  |     |             |

|  |

|  |

| Argentína | 3–2 | Anglia |
| --------- | --- | ------ |
|           |     |        |

|  |

|  |

| Anglia | 7–6 | Németország |
| ------ | --- | ----------- |
|        |     |             |

|  |

|  |

| Egyesült Államok | 3–1 | Argentína |
| ---------------- | --- | --------- |
|                  |     |           |

|  |

|  |

| Németország | 1–0 | Argentína |
| ----------- | --- | --------- |
|             |     |           |

|  |

|  |

| Egyesült Államok | 3–2 | Anglia |
| ---------------- | --- | ------ |
|                  |     |        |

|  |

### Egyenes kieséses szakasz

#### Elődöntők
|  |

| Egyesült Államok | 4–3 | Olaszország |
| ---------------- | --- | ----------- |
|                  |     |             |

|  |

|  |

| Brazília | 13–2 | Anglia |
| -------- | ---- | ------ |
|          |      |        |

|  |

#### Bronzmérkőzés
|  |

| Anglia | 7–6 | Olaszország |
| ------ | --- | ----------- |
|        |     |             |

|  |

#### Döntő
|  |

| Brazília | 8–1 | Egyesült Államok |
| -------- | --- | ---------------- |
|          |     |                  |

|  |

| Az 1995-ös strandlabdarúgó-világbajnokság győztese |
| -------------------------------------------------- |
| BRAZÍLIA 1. cím                                    |

## Külső hivatkozások
- rsssf.com (angolul)